# ГЕС Булунькоу
ГЕС Булунькоу (布仑口水电站) — гідроелектростанція на північному заході Китаю в провінції Сіньцзян. Використовує ресурс із річки Gaizi, яка виходить до Таримської западини південніше від Кашгару.
У межах проєкту річку перекрили насипною греблею з асфальтобетонним ядром висотою 35 метрів та довжиною 331 метр. Вона утримує водосховище з об'ємом 526,7 млн м3 (корисний об'єм 332,7 млн м3) та припустимим коливанням рівня поверхні в операційному режимі між позначками 3283 та 3290 метрів НРМ (під час повені рівень може зростати до 3293,2 метра НРМ, а об'єм — до 639 млн м3).
Зі сховища через лівобережний гірський масив прокладено дериваційну трасу довжиною 18,6 км. Вона транспортує воду для трьох турбін типу Пелтон потужністю по 50 МВт, які використовують напір у 660 метрів та забезпечують виробництво 673 млн кВт·год електроенергії на рік.
Видача продукції відбувається по ЛЕП, розрахованій на роботу під напругою 220 кВ.